# دی‌جی-۱۰۰۰
دی‌جی-۱۰۰۰ (به انگلیسی: DG_Flugzeugbau_DG-1000) یک هواگرد ملخ‌پیشین تک‌موتوره از نوع Two-Seater Class sailplane ساخت شرکت DG Flugzeugbau است. هواگرد دی‌جی-۱۰۰۰ نخستین پروازش را در ژوئیه ۲۰۰۰ میلادی انجام داد.